# Glücksritter (Show)
Glücksritter war eine Spielshow des Privatfernsehsenders RTL, die in den Jahren 1996 bis 1997 monatlich ausgestrahlt wurde. Durch einige Skandale erreichte die Show großes Aufsehen und entfachte eine Debatte über „Ekel-TV“. Glücksritter wurde nach elf Folgen eingestellt.

## Spielprinzip
Drei Kandidaten, die sogenannten „Glücksritter“, spielten gegeneinander, um am Ende einen Wunsch erfüllt zu bekommen. Der Maximalgewinn lag bei 170.000 D-Mark. Zuerst mussten die Kandidaten aus einer Badewanne möglichst genau 10.000 Mark herausholen. Der beste Schätzer durfte in der Las Vegas Runde an zweihundert Einarmigen Banditen sein Startkapital erhöhen. Danach wurden weitere Kandidaten aus dem Publikum ausgewählt, die ebenfalls den Sieg erringen konnten. In drei Spielrunden werden die Karten jedes Mal neu gemischt, sodass man auch plötzlich mit leeren Händen nach Hause gehen konnte. In jeder Sendung waren bis zu 500.000 D-Mark im Umlauf, die gewonnen werden konnten.
Insgesamt kann man zwei miteinander verflochtene Spielrunden nennen:

### Zocker-Runden
In den Zocker-Runden wurden mit beliebigen Kandidaten aus dem Publikum mehrere Spiele gespielt. Als Sieger konnte man Geld- oder Sachpreise gewinnen. Äußerst beliebt war das „Auto-Spiel“, in dem der Kandidat sein Auto an den Sender verkaufte und in einer Poker-Runde ein nagelneues Auto oder einen alten Gebrauchtwagen statt des alten Wagens gewinnen konnte.

### Kandidaten-Runden
In den Kandidaten-Runden konnte sich einer von drei Kandidaten, die sich vorher beworben hatten, einen Wunsch in Höhe von ca. 100.000 D-Mark vom Sender erfüllen lassen. In mehreren Spielen konnten die Kandidaten Punkte sammeln, wobei auch die Gunst der Zuschauer in die Punktezahl einfloss. Im Halbfinale fiel einer der Kandidaten bei zu vielen falsch beantworteten Fragen in ein mit Schleim gefülltes Becken.
Im Finale mussten die verbliebenen Spieler am sogenannten Ritter-Rad, einem überdimensionalen Glücksrad, möglichst einen Wert zwischen 100 und 200 erzielen. Vorher durfte der Kandidat entscheiden, ob er vier- oder fünfmal am Rad dreht. Nach jeder Drehung durfte er entscheiden, ob der erzielte Wert vom Punktestand abgezogen oder ihm hinzuaddiert wird.

## Skandale
Die Sendung Glücksritter war großer Kritik ausgesetzt, da sie mit den zu bestehenden Disziplinen meist Ekel beim Zuschauer hervorrief. Zudem wurden viele der Disziplinen als unmenschlich bewertet.

### Auflistung der Skandale
- Moderatorin Ulla Kock am Brink ließ Gebisse im Publikum einsammeln
- Zuschauer wurden zum Striptease animiert
- ein „Rektalposaunist“ blies mit seinen Darmwinden Kerzen aus
- eine Frau musste als Herausforderung Dartpfeile auf eine auf den Rücken eines Mannes aufgemalte Zielscheibe werfen, um Punkte zu bekommen